# Suite Punta del Este

Suite Punta del Este est une œuvre de tango nuevo composée par Astor Piazzolla pour accordéon (bandonéon) et orchestre à cordes.

## Caractéristiques
Cette création musicale s'articule en trois mouvements : Introduction (Introduccion), Chorale (Coral) et Fugue (Fuga). Elle fut composée au début de l'année 1980, après que le compositeur ait assisté à un concert dans la cathédrale Saint-Ferdinand de Maldonado, près de la station balnéaire de Punta del Este, en Uruguay, où il passait ses vacances d'été. La pièce fut finalement commandée par le Centre des Arts et de Lettres de Punta del Este en février 1980 pour être jouée au sein de la cathédrale Saint-Ferdinand le 2 mars 1980. Elle fut ensuite présentée au Théâtre Solis de Montevideo le 11 mars 1980 puis jouée pour la première en Argentine, en avril à Bueno Aires, avec l'orchestre Bariloche (Camerata Bariloche).

## Reprises
La suite Punta del Este fut employée dans diverses occasions :
- Elle est utilisée comme thème principal du film de Terry Gilliam L'Armée des douze singes (1995), dans une version arrangée et dirigée par le musicien et chef d'orchestre britannique Paul Buckmaster et interprété au bandonéon par l'accordéoniste britannique Jack Emblow[2]. Cette version ne reprend que le début du premier mouvement (introduction) de la suite originale ;
- La version de L'Armée des douze singes a servi de générique pour l'émission radiophonique Rendez-vous avec X sur France Inter ;
- L’œuvre est aussi empruntée par la série télévisée Les Simpson à plusieurs reprises au cours de l'épisode La Chorale des péquenots (saison 18).

## Enregistrements
Bien que la suite fût souvent jouée en concert, Piazzolla ne l'a jamais enregistrée en studio. Il n'existe qu'un seul enregistrement commercial par le compositeur jouant du bandonéon lors d'un concert au Théâtre Municipal de Caracas, Venezuela, le 2 avril 1981, accompagné de l'Orchestre de Chambre de Caracas, dirigé par Aldemaro Romero. Elle a cependant été enregistrée séparément par l'orchestre Bariloche.